# Giampaolo Calanchini
Giampaolo Calanchini, född 4 februari 1937 i Ferrara, död 19 mars 2007 i Bologna, var en italiensk fäktare.
Calanchini blev olympisk silvermedaljör i sabel vid sommarspelen 1964 i Tokyo.